# NGC 6816
NGC 6816 est une très vaste galaxie lenticulaire située dans la constellation du Sagittaire. Sa vitesse par rapport au fond diffus cosmologique est de 5 843 ± 22 km/s, ce qui correspond à une distance de Hubble de 86,2 ± 6,0 Mpc (∼281 millions d'al). NGC 6788 a été découverte par l'astronome britannique John Herschel en 1834.